# ديدان أسطوانية

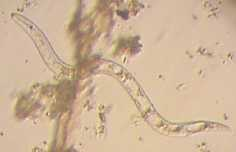
دودة مدورة غير محددة مأخوذة من تربة رطبة. ويظهر الفم في أعلى الزاوية اليسرى للصورة.

تضم شعبة الديدان الأسطوانية أو الديدان المدورة أو الخيطيات أو السلكيات (بالإنجليزية: Nematode أو roundworms)‏ العديد من أنواع الديدان مثل ديدان الإسكارس والإنكليستوما، وتتميز الديدان بشكلها الأسطواني (الخيطي) وتماثلها الجانبي، ورغم عدم وجود سليوم حقيقي بها إلا أن أجسامها تحتوي ما يعرف بالسليوم الكاذب الذي ينشأ من اتصال الفجوات الكبيرة لخلايا خاصة تقع بين جدار الجسم وجدار الأمعاء، وقد أتاح لذلك الفرصة لاكتمال بعض الأجهزة الجهاز الهضمي، كما أصبحت الأجهزة بشكل عام أقل تكدسا وأكثر تعقيدا مما كانت عليه الديدان المفلطحة.

## التصنيف
- المفرزانية
- Chromadorea
- Enoplea
- Dorylaimea

## الصفات العامة
1. ديدان اسطوانية الشكل
2. الجسم مغطى بطبقة سميكة من الجلد
3. لها قناة هضمية كاملة (فم+ وفتحة إخراج)
4. العضلات جيدة التكوين وليس لها تجويف سيلومي حقيقي
5. الجهاز الإخراجي يتكون من انبوبتين طوليتين تتصلان بوصلات عرضية تفتح خلف الفم بقليل
6. الجهاز العصبي حلقة عصبية تمتد منها 6 حبال عصبية قصيرة إلى الامام و 6 طولية إلى الخلف
7. الجنسان منفصلان والاعضاء التناسلية خيطية كثيرة الالتفاف

الانكلســتوماديــودينالي(Ancylostoma Duodenale)
ينتشر هذا الطفيل في أوروبا وآسيا وإفريقيا (في المناطق ذات الطقس الدافئ الرطب)

## الصفات الشكلية
- الجسم اسطواني
- اللون أبيض رمادي
- قوسي الانحناء
- الذكر يبلغ طوله(8 ـ11 ملم) والانثى (10 ـ18 ملم)

يمكن التمييز بينهما أيضا" بالبروز الناقوسي في الطرف الخلفي
يوجد الانكلستوما عند الإنسان في القسم العلوي من الأمعاء الدقيقة خاصة الاثنى عشر
++تشبه الانكلستوما غيرها من الجيطيات من حيث التشريح العام الداخلي.

## دورة حياة الانكلستوما
تطرح الانثى حوالي (20 الف)
بيضة مع البراز في اليوم وبعد 24 ـ 48 ساعة تخرج منه يرقات يسمى باليرقات الرابتيدية والتي تتغذى بالمواد العضوية في التربة وتنمو وتنسلخ للمرة الأولى وتصبح يرقة ساكنة ثم تنسلخ للمرة الثانية مكونة يرقة الفلاريفورم وهي الطور المعدى الذي يعيش في الأرض الرطبة
تحدث العدوى عن طريق اختراق الجلد وتسير في الاوردة الدموية الصغيرة أو اللمفاوية إلى ان تصل القلب
ومنها إلى الرئتين ثم الحويصلات الهوائية فالشعب الهوائية فالقصبة الهوائية فيصاب الإنسان بالسعال فتنتقل اليرقات إلى البلعوم ومنه إلى المريء ثم المعدة والامعاء الدقيقة فتصبح دودة ناضجة تستطيع ان تعيد دورة حياتها
تتغذى الدودة بصورة رئيسية على الدم أثناء تثبيتها بمخاطية الامعاء الدقيقة تاركة مناطق نازفة كما يظهر طفح مرفق بحكة شديدة عند اختراق الطور المعدي الجسم.

## مضـار الانكلستوما
اختراق اليرقات للجلد يسبب التهابه
التصاق الديدان بجدار الأمعاء وامتصاصها دم الإنسان وتمزيقها أغشية الأمعاء يسبب فقر دم شديد وهزال وضعف عام

## طرق المقاومة والوقاية
- 1 ـ عـلاج المرضى
- 2 ـ تجنب استخدام المياه الراكدة
- 3 ـ إرشاد الناس بعدم التقيؤ في الأراضي المكشوفة والرطبة أو على الشاطئ.
- 4 - استخدام المركبات الكيماوية مثل مركب ان امينو N-Amino للحماية من النيماتودا